# Višestruka inozitol-polifosfatna fosfataza
Višestruka inozitol-polifosfatna fosfataza (EC 3.1.3.62, inozitol (1,3,4,5)-tetrakisfosfat 3-fosfataza, inozitol 1,3,4,5-tetrakisfosfat 3-fosfomonoesteraza, inozitol 1,3,4,5-tetrakisfosfat-5-fosfomonoesteraza, inozitol tetrakisfosfat fosfomonoesteraza, inozitol-1,3,4,5-tetrakisfosfat 3-fosfataza, MIPP) je enzim sa sistematskim imenom 1D-mio-inozitol-heksakisfosfat 5-fosfohidrolaza. Ovaj enzim katalizuje sledeću hemijsku reakciju
mio-inozitol heksakisfosfat + H2O {\displaystyle \rightleftharpoons } mio-inozitol pentakisfosfat (smeša izomera) + fosfat
Ovaj enzim se javlja u dve izoforme.

## Literatura
- Nicholas C. Price; Lewis Stevens (1999). Fundamentals of Enzymology: The Cell and Molecular Biology of Catalytic Proteins (Third изд.). USA: Oxford University Press. ISBN 019850229X.
- Eric J. Toone (2006). Advances in Enzymology and Related Areas of Molecular Biology, Protein Evolution (Volume 75 изд.). Wiley-Interscience. ISBN 0471205036.
- Branden C; Tooze J. Introduction to Protein Structure. New York, NY: Garland Publishing. ISBN 0-8153-2305-0.
- Irwin H. Segel. Enzyme Kinetics: Behavior and Analysis of Rapid Equilibrium and Steady-State Enzyme Systems (Book 44 изд.). Wiley Classics Library. ISBN 0471303097.

## Spoljašnje veze
- Multiple+inositol-polyphosphate+phosphatase на 